# Ashour Yousef

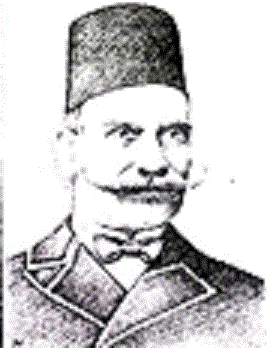
Porträt

Ashour Yousif Effendi (syrisch ܐܫܘܪ ܝܘܣܦ ܐܦܢܕܝ Ašur Yousep Afendi‎; * 1858 als Abraham Yusef in Charpert, Osmanisches Reich; † 23. Juni 1915 in Diyarbakır) war ein assyrischer Lehrer, Journalist und vor dem Ersten Weltkrieg ein assyrischer Volksgruppenführer. Er war eines der Opfer des Völkermords an den Assyrern 1915.

Ashour Effendi wuchs im Tur Abdin auf und war Mitglied der syrisch-orthodoxen Kirche, er wurde später ein protestantischer Christ wie seine Frau Arshaluys Oghkasian, Tochter eines armenisch-protestantischen Ministers. Er graduierte am Central Turkey College in Antep und wurde später Lehrer für Literatur am Euphrat College in Charpert bei Elazığ. Im Jahre 1909, nach der Jungtürkischen Revolution, begann Ashour Effendi eine türkischsprachige Zeitung zu veröffentlichen, die Murschid Athuriyion („der spirituelle Leiter der Assyrer“). In einem Artikel vom 20. Oktober 1914 schrieb er: 

„The hindrance before the advancement of the Assyrian people was not so much the attacks from without as it was from within, the doctrinal and sectarian disputes and struggles, like Monophysitism (One nature of Christ) Dyophysitism (Two natures of Christ) is a good example, these caused division, spiritually, and nationally, among the people who quarreled among themselves even to the point of shedding blood. To this very day the Assyrians are still known by various names, such as Nestorians, Jacobites, Chaldeans“

 Ashour Effendi und sein Bruder Donabed Effendi wurden am 19. April 1915 zusammen mit anderen assyrischen Intellektuellen aus dem Ort Charpert festgenommen, gefoltert und später alle zusammen in Diyarbakır erhängt. Vor seiner Hinrichtung konnte Ashour Yousef Effendi aus dem Gefängnis heraus noch einen Brief an seinen Bruder Hanna Yousef Effendi schreiben.
Ashour Yousef Effendis Kinder und Enkelkinder schrieben zahlreiche Bücher über ihn. Am 24. Juni 2006 hielt Ashour Yousefs Urenkel Tigran Hovsepyan eine emotionale Rede in der „Assyrian Society of UK“ über den Völkermord an den Aramäern/Assyrern und lobte Politiker aus dem Vereinigten Königreich, vor allem Councillor Mike Elliot und den Abgeordneten Stephen Pound für ihre Bemühungen um dieses Thema.